# Norman Schwarzkopf
(Generale H. Norman Schwarzkopf - Non ci vuole un eroe, dall'intervista televisiva con Barbara Walters, 15 marzo 1991.)
Herbert Norman Schwarzkopf Jr. (Trenton, 22 agosto 1934 – Tampa, 27 dicembre 2012) è stato un generale statunitense, protagonista dell'operazione Desert Storm nella guerra del Golfo.

## Biografia
Figlio del militare di carriera Herbert Norman Schwarzkopf Senior, il suo rapporto col Golfo Persico comincia molto presto. Nel 1946, a dodici anni, si sposta infatti con la famiglia a Teheran, dove il padre è coinvolto nell'operazione Ajax e fa parte della gendarmeria dello scià Mohammad Reza Pahlavi. Dopo aver frequentato le scuole superiori a Teheran e successivamente a Ginevra, Schwarzkopf torna negli Stati Uniti e si iscrive all'accademia militare di Valley Forge, in Pennsylvania, per poi completare gli studi a West Point, dove si laurea nel 1956 in ingegneria meccanica.
Nel 1960 è a Berlino con la Sesta divisione di Fanteria e vi rimane fino a poche settimane prima della costruzione del muro. Nel 1965 lo troviamo in Vietnam come addestratore, e in quel periodo viene promosso da capitano a maggiore. Nel 1968 diventa tenente colonnello e nello stesso anno sposa Brenda Holsinger, dalla quale avrà tre figli: Cynthia, Jessica e Christian. Nei primi anni settanta un delicato intervento chirurgico alla colonna lombare lo costringe a una lunga convalescenza. Viene così destinato a un incarico presso gli uffici del Pentagono. Nel novembre 1974 diventa colonnello e poco dopo viene inviato in Alaska. Successivamente verrà destinato a comandare le forze armate NATO a Magonza (Germania), dove sarà anche capo del servizio di sicurezza in occasione della visita del papa Giovanni Paolo II.
Durante la sua permanenza in Alaska, mercoledì 30 aprile 1975 cade Saigon. Nelle sue memorie il generale così descrive tale avvenimento: «Rimasi immobile davanti al televisore ad ascoltare le cronache... le sole forze sudvietnamite che opponevano ancora resistenza erano ciò che restava dell'aviotrasportata alla base aerea di Tan Son Nhut. Sapevo che era una causa persa, e che molti miei amici come Hop, Hao e Hung, con ogni probabilità in quel momento combattevano fino alla morte. Tirai fuori una bottiglia di scotch e mi ubriacai. Non riuscivo a liberarmi dalla sensazione che l'America avesse tradito i sudvietnamiti. Avevamo promesso di aiutarli e gli avevamo fornito armi ed equipaggiamento quando avevamo affidato la guerra nelle loro mani. Ma nel momento stesso in cui Nixon aveva dato le dimissioni, il Congresso s'era precipitato a tagliare il flusso delle munizioni e dei pezzi di ricambio. Da allora era stata soltanto una questione di tempo. Non aveva nessuna importanza che avessero vinto i comunisti, dato che i pro e i contro geopolitici mi erano indifferenti... ma non avremmo mai dovuto permettere che la guerra finisse in quel modo. Ricordavo le migliaia di vite perdute, di corpi mutilati, di matrimoni rovinati e mi domandavo che cosa avevamo ottenuto. Per me, che ero sbronzo nel soggiorno della mia casa in Alaska, la risposta era... niente.»
Nel 1983 prende parte, in qualità di vicecomandante delle truppe USA, all'invasione dell'isola di Grenada sita nel mar dei Caraibi (Operazione Urgent Fury). Detta operazione si era resa necessaria in quanto il governo di detta isola era stato rovesciato da una giunta militare e centinaia di studenti di medicina americani erano tenuti prigionieri nei loro dormitori.
Nel 1988 prende il comando della base di Tampa (Florida) e si occupa delle missioni nel Corno d'Africa, in Medio Oriente e nel Sud dell'Asia. Per la sua esperienza come stratega, gli viene chiesto di preparare dei piani dettagliati di difesa per i pozzi petroliferi del Golfo Persico contro un'eventuale invasione dell'Iraq. Di lì a qualche mese i piani troveranno una concreta utilizzazione in occasione della guerra del Golfo, con quella che sarà chiamata "operazione Desert Storm". "Stormin' Norman", così verrà soprannominato in quella occasione, sarà uno dei personaggi più visibili sui media nei mesi del conflitto, rilasciando interviste e partecipando a conferenze stampa. Per la sua massiccia corporatura (1,95 m di altezza per 120 kg di peso), verrà anche soprannominato "The Bear" (l'orso).
L'8 agosto 1991 lascia la carriera militare. La stampa dell'epoca riferisce voci secondo cui Schwarzkopf starebbe preparando un suo ingresso in politica, ma in realtà anche dopo la pensione il generale continua a proporsi come consulente militare. Nel 1993 viene colpito da un cancro alla prostata, per il quale verrà curato con successo e diventerà testimonial di una campagna per la diagnosi precoce di questa malattia.
Nel corso della sua lunga carriera militare ha ricevuto numerose onorificenze, tra cui due Purple Heart, tre Silver Star, due Bronze Star. Ha ricevuto inoltre, unico cittadino statunitense, la Gran Croce della Legion d'onore della Repubblica Francese. Durante tutto il conflitto nel Golfo Persico, oltre il grado di generale dello US Army, ha tenuto quello di generale dell'Esercito kuwaitiano, su disposizione dell'emiro, nonché per non creare squilibri tra i partecipanti alla coalizione anti-Iraq; così facendo fu garantita la partecipazione delle armate dei Paesi del Golfo, che si trovavano sotto il comando di un generale di un Paese arabo.
È stato membro del MENSA e ha vissuto gli ultimi anni di vita in Florida. È morto a Tampa il 27 dicembre 2012, all'età di settantotto anni a seguito di una polmonite.